# Kolczurka klapowana
Kolczurka klapowana (Echinocystis lobata) – gatunek jednorocznego pnącza z rodziny dyniowatych z monotypowego rodzaju Echinocystis J. Torrey et A. Gray, Fl. N. Amer. 1: 542. Jun 1840 (nom. cons.). Występuje naturalnie w Ameryce Północnej – w południowej Kanadzie oraz w północnej i środkowej części Stanów Zjednoczonych, częściej na wschodzie kontynentu, rzadziej na zachodzie. Jako gatunek introdukowany rośnie w strefie umiarkowanej w Europie i Azji. W Europie i w Polsce gatunek inwazyjny. Na kontynencie amerykańskim gatunek rośnie w lasach i zaroślach w dolinach rzek i na obrzeżach mokradeł, wzdłuż rowów i brzegów zbiorników, także wzdłuż przytorzy i ogrodzeń. Bywa uprawiany jako roślina ozdobna dla efektownych białych kwiatostanów.
Sprowadzony został do Europy jako roślina ozdobna na przełomie XIX i XX wieku. Przez kilka dziesięcioleci obserwowany był jako dziczejący na nielicznych stanowiskach (także w I połowie XX wieku w Polsce). W drugiej połowie XX wieku gatunek zaczął się gwałtownie rozprzestrzeniać, początkowo wciąż w dużym stopniu dzięki popularności w uprawie i ucieczkom z ogrodów. Na początku XXI wieku gatunek w Polsce był już pospolity niemal w całym kraju (rzadki tylko w południowej części lubuskiego, w środkowej części Pomorza i na Mazurach).

## Morfologia
PokrójPnącze zielne, jednoroczne. Łodyga słabo owłosiona, wspinająca się za pomocą wąsów czepnych z rozgałęzieniami do III rzędu. Pędy osiągają do 6, czasem 8 m długości.
LiścieMiękkie, 5–7 klapowe, ostro zakończone, lekko piłkowane na długich ogonkach. Dojrzałe do ok. 8 cm długości.

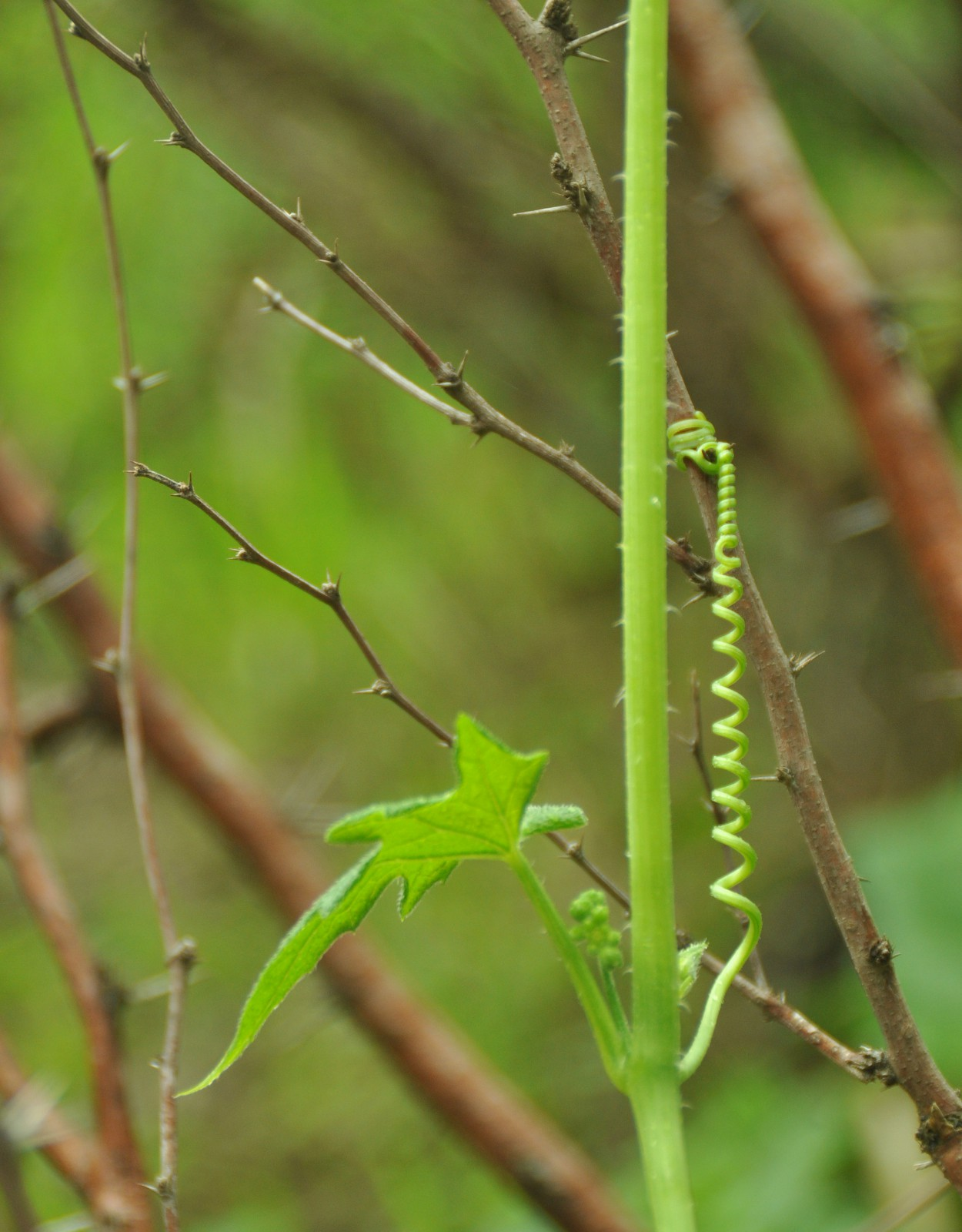
Pęd z wąsem czepnym
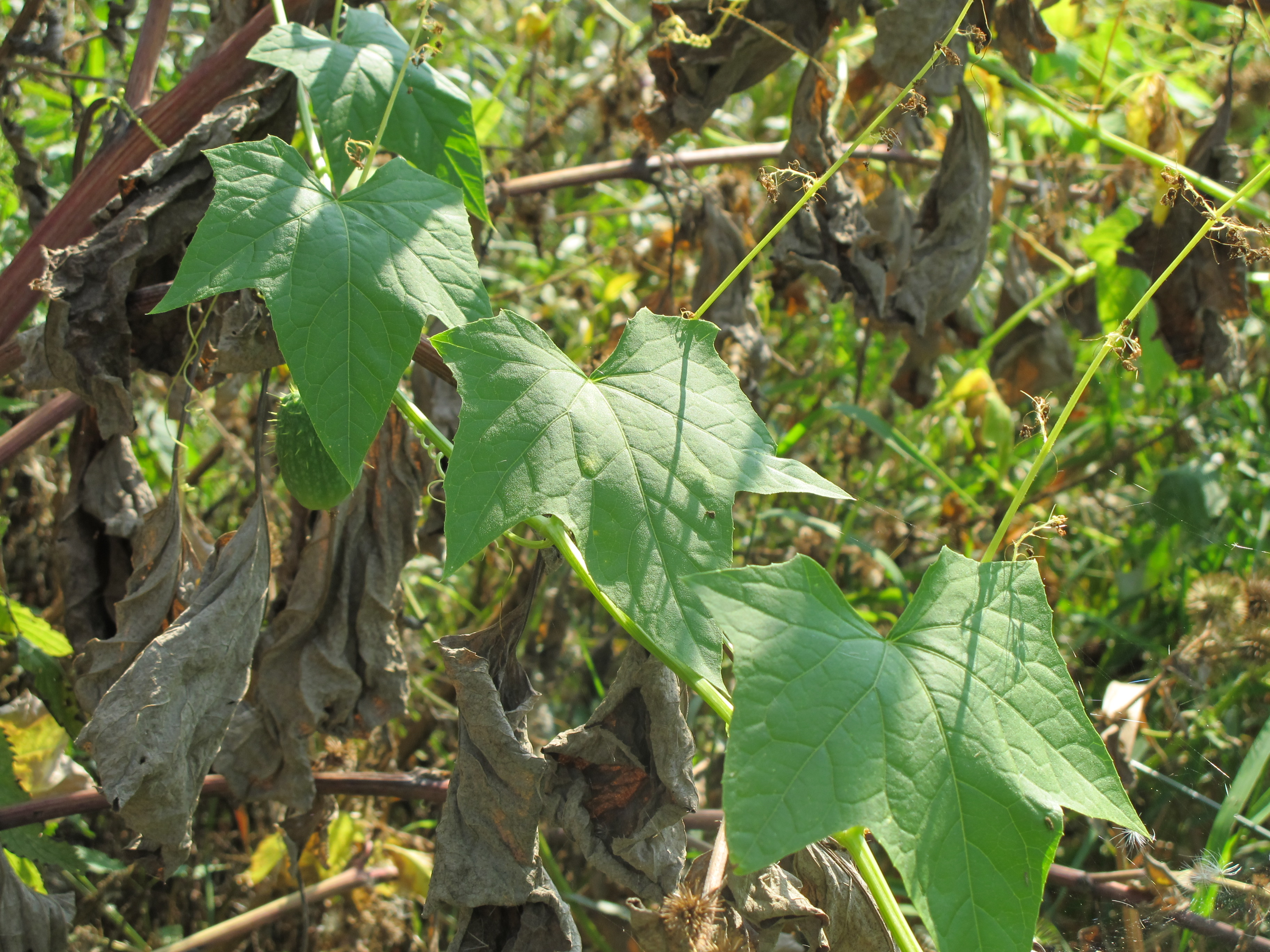
Liście

KwiatyRoślina jednopienna, lecz rozdzielnopłciowa. Kwiaty sześciokrotne – żeńskie pojedyncze w rozgałęzieniach łodygi, męskie liczne, białe, zebrane w długie grona.
OwocZielona owalna torebka pokryta miękkimi kolcami z 4 brązowymi lub czarnymi nasionami, przypominającymi nieco nasiona dyni. Mięsiste ścianki owocu oraz wnętrze są obficie wypełnione powietrzem i wodą. Owoc otwiera się przodem (stroną przeciwną do szypułki) i tylko na tyle, aby nasiona mogły wylecieć. Część nasion może zostać, lecz te po wyschnięciu wytrząśnie wiatr. Suche owoce są kłujące, a po zimie można obserwować ich wewnętrzny włóknisty stelaż.

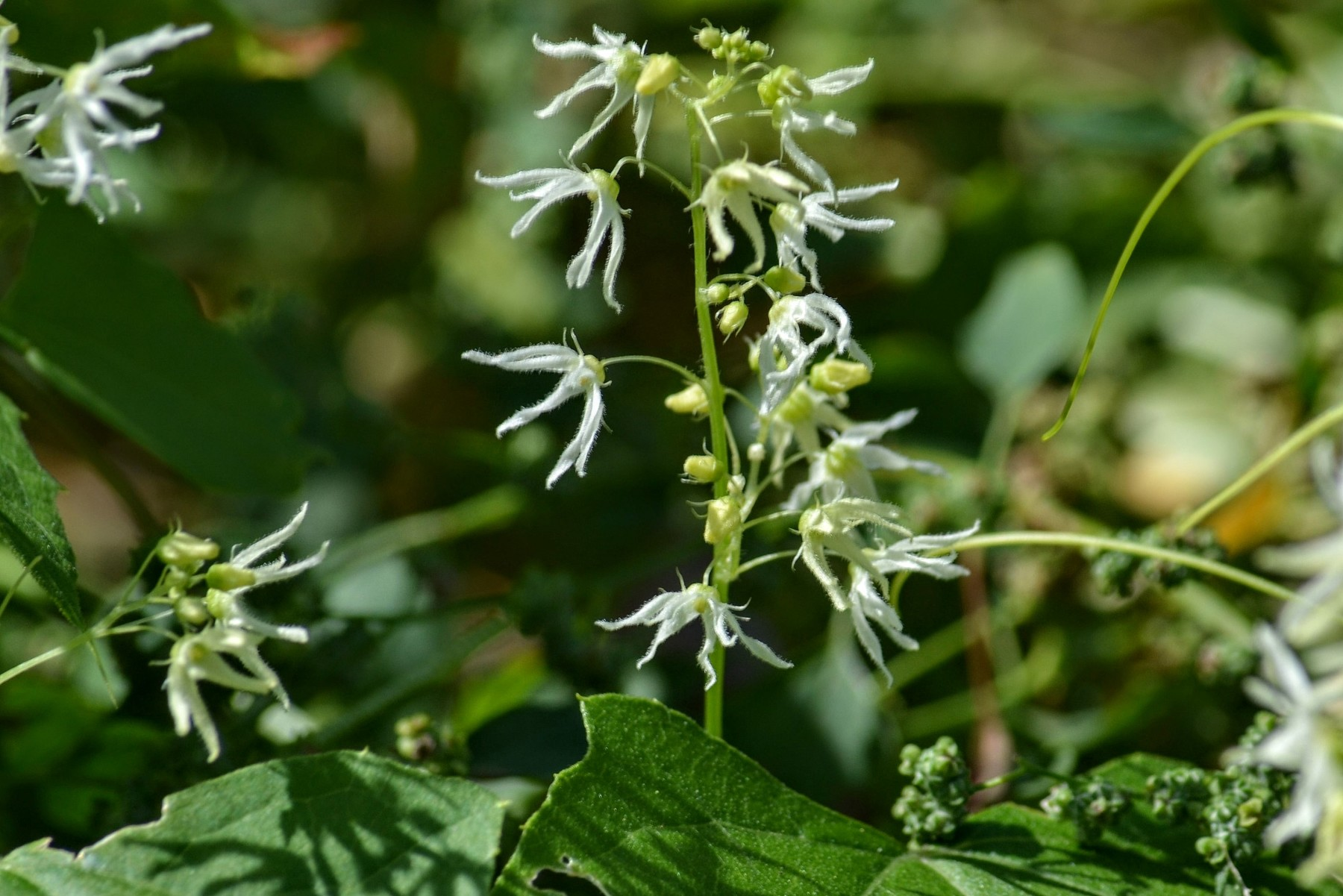
Kwiaty męskie
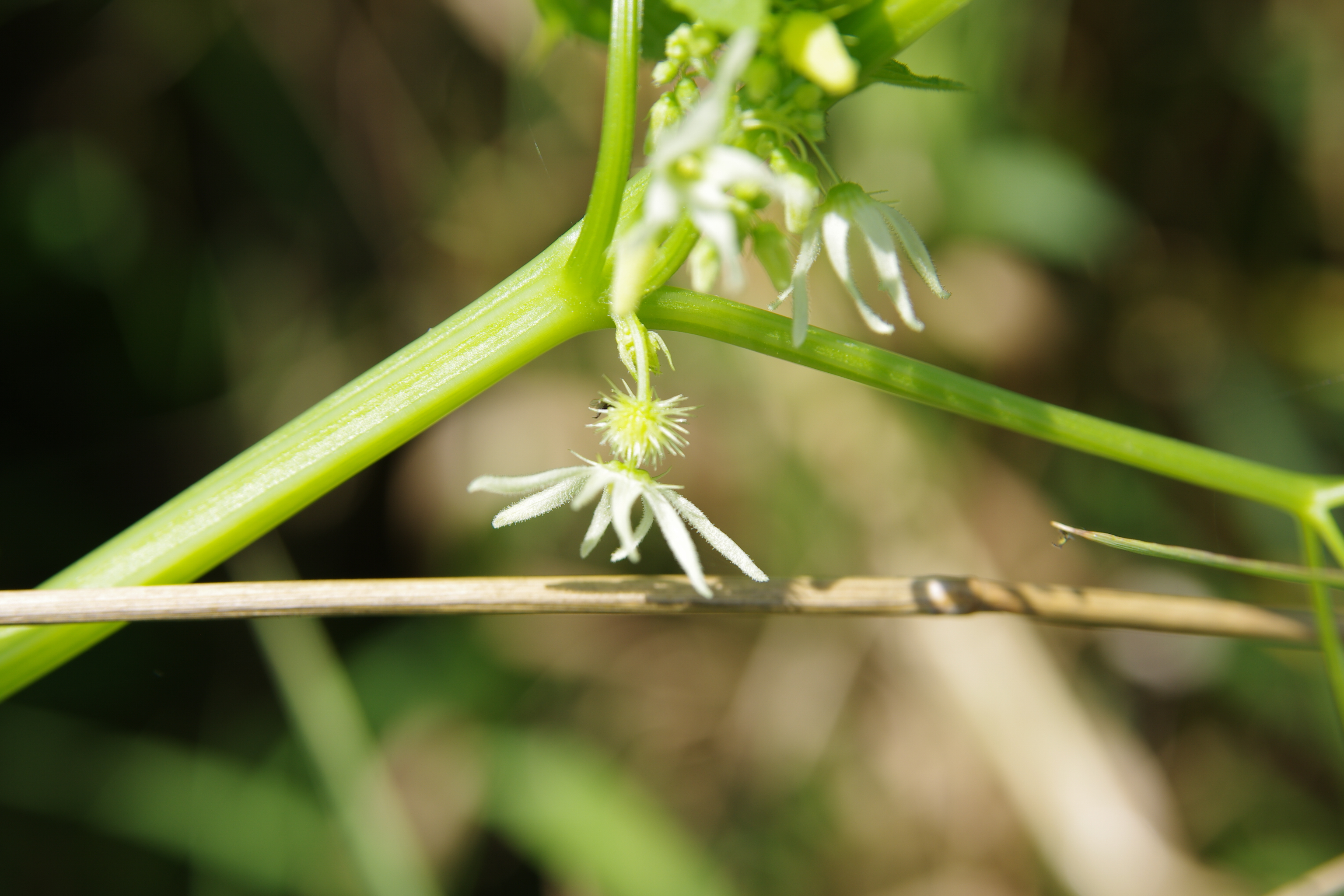
Kwiat żeński
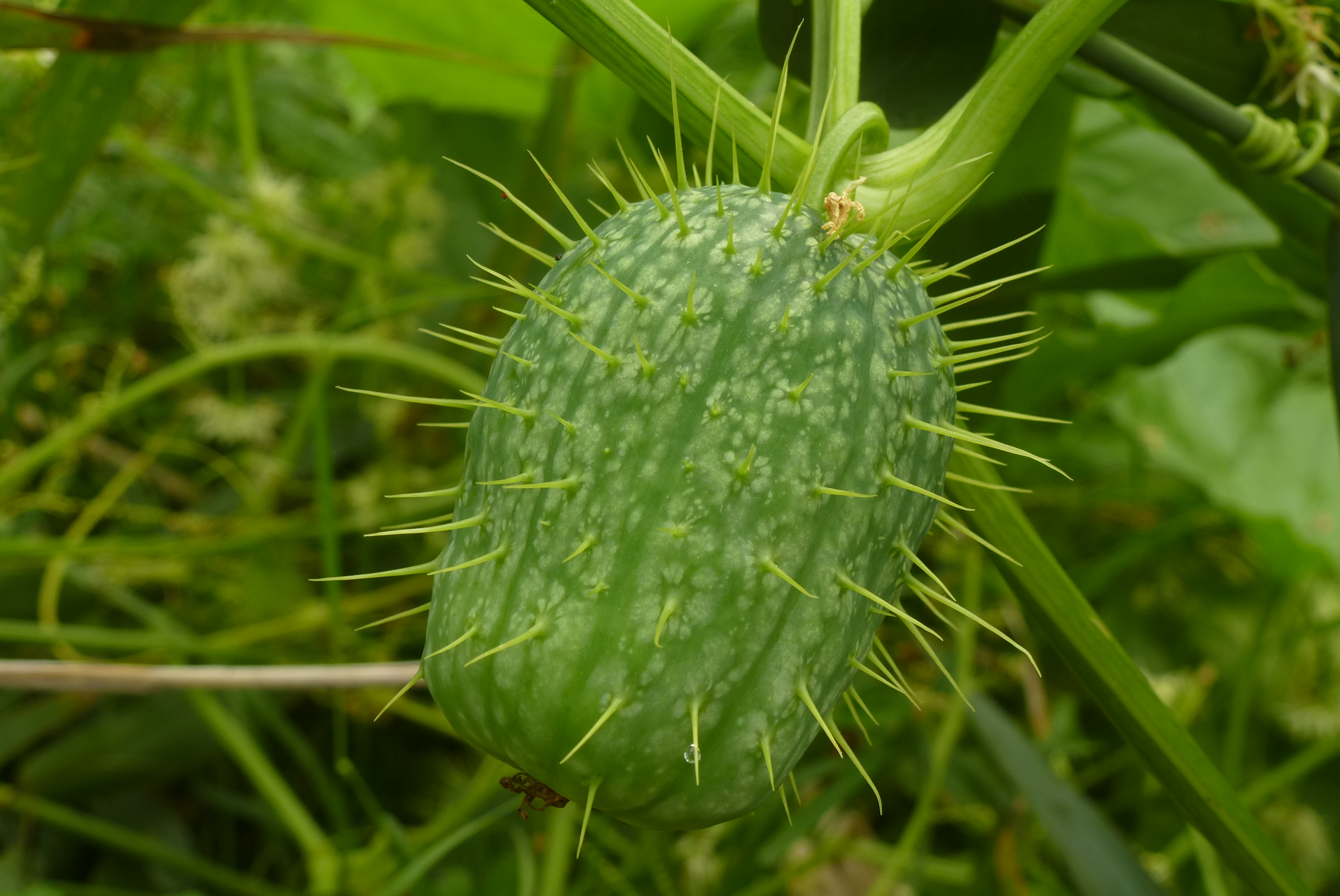
Owoc
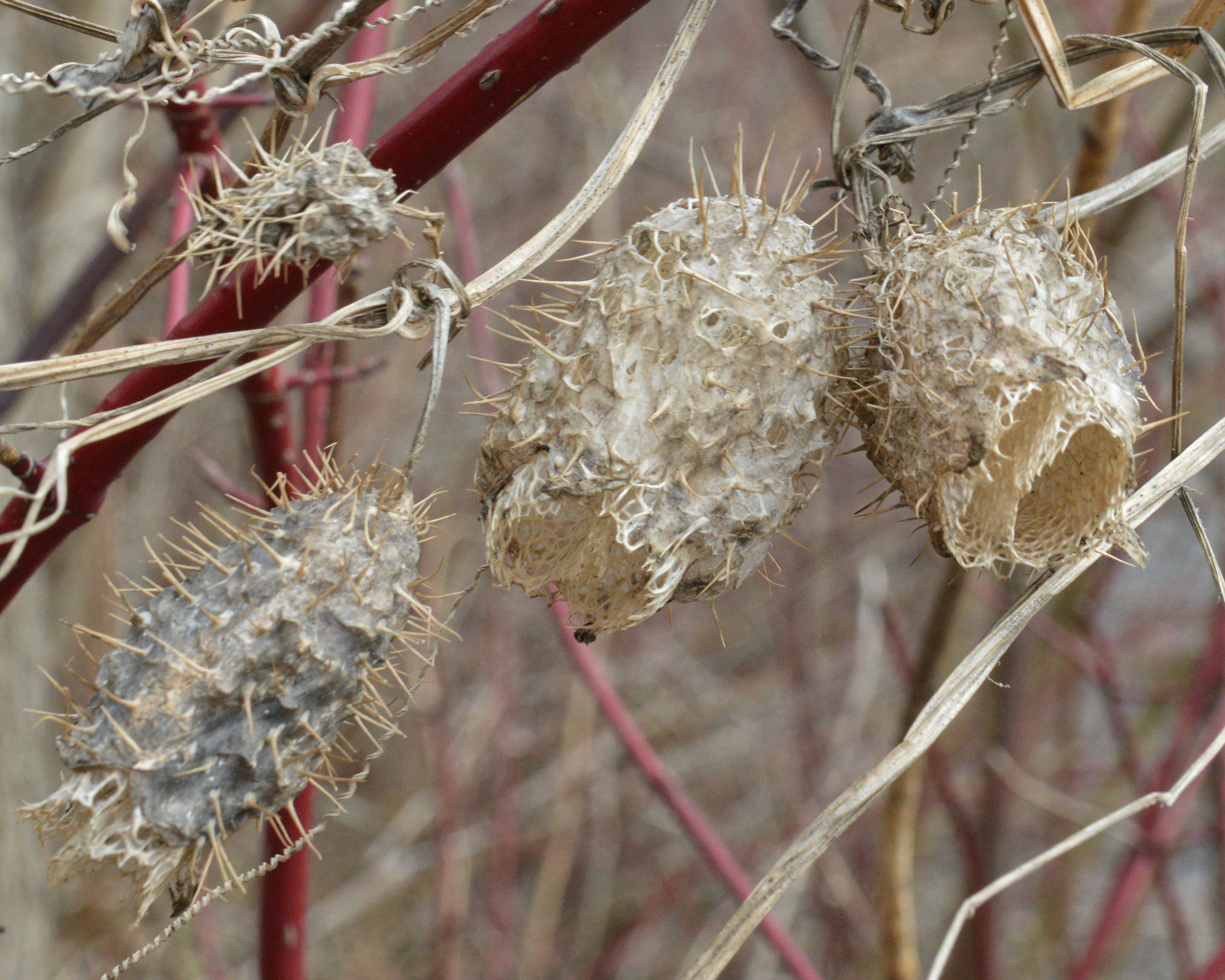
Owoce
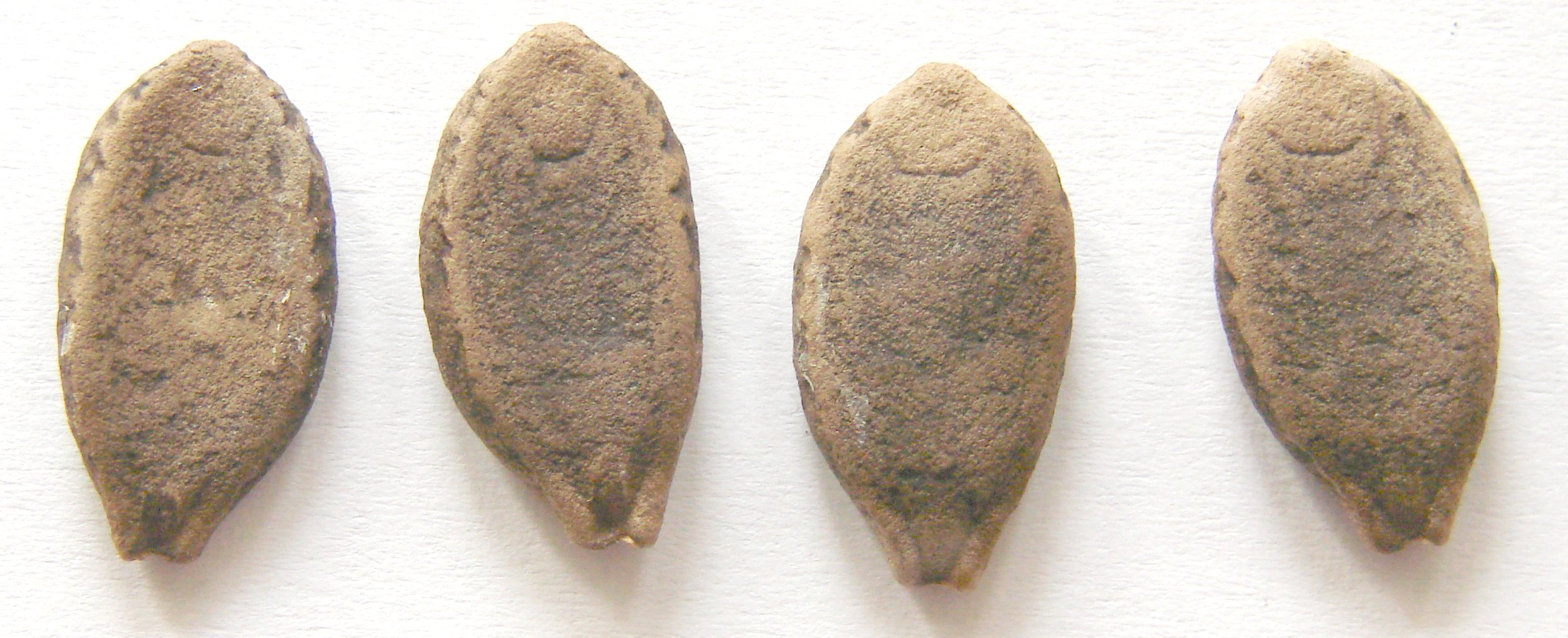
Nasiona

## Ekologia

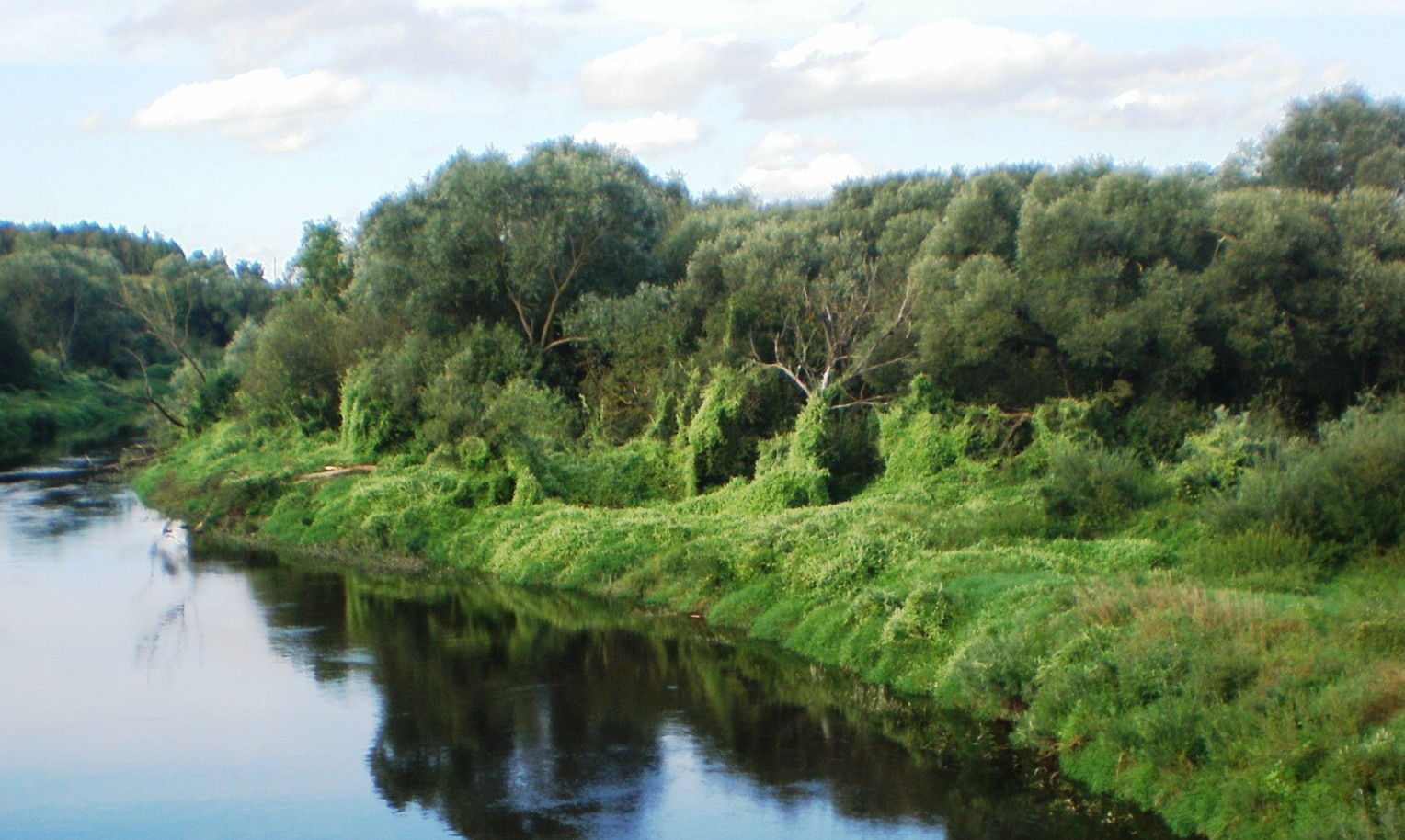
Masowo rosnąca kolczurka na brzegu rzeki na Litwie

Roślina mało wybredna, ale idealnym siedliskiem dla niej są aluwia nadrzeczne oraz wilgotne miejsca o pH obojętnym. Płoży się i wspina po drzewach i krzewach.

## Stan prawny
Kolczurka klapowana uznana została w Polsce za gatunek stwarzający zagrożenie, rozprzestrzeniony na szeroką skalę i podlegający szybkiej eliminacji. Jej wprowadzanie do środowiska lub przemieszczanie w środowisku przyrodniczym jest zabronione przez Ustawę o ochronie przyrody z 2004 roku. Od 2012 roku także jej import, posiadanie, prowadzenie hodowli, rozmnażanie i sprzedaż wymagają specjalnego pozwolenia Generalnego Dyrektora Ochrony Środowiska. Nieprzestrzeganie wymienionych ograniczeń według ustawy o ochronie przyrody jest wykroczeniem podlegającym karze aresztu lub grzywny pieniężnej.